# Dormentes
Dormentes là một đô thị thuộc bang Pernambuco, Brasil. Đô thị này có diện tích 1392,1 km², dân số năm 2007 là 15150 người, mật độ 10,88 người/km².